# ジョン・ベリルソン
ジョン・グレゴリー・ベリルソン (John Gregory Berylson、1953年6月2日 – 2023年7月4日) は、アメリカ人実業家で、チェストナットベンチャーズの創業者。また、2007年から2023年まで、ロンドンに拠点を置くフットボールチーム、ミルウォールFC の会長を務めた。

## 教養
ベリルソンは、ハーバード・ビジネス・スクールで博士号を、ブラウン大学で学士号、ニューヨーク大学で修士号をそれぞれ取得している。

## 経歴
ヤングワールド・グループの取締役であり、ミルウォール・ホールディングスの社外取締役、監査委員、報酬委員を務めていた。ミルウォールFCに100万ポンド以上の投資をした。

## 私生活
ベルルソンは慈善家で、妻のエミーとともにエミー・スミスとジョン・ベリルソン基金を設立した。主に教育分野を支援し、ボストンのリチャードとスーザン一家基金を通じて慈善活動に協力した。

### 逝去
2023年7月4日、マサチューセッツ州ファルマスで、自身のレンジローバーを運転中に操作を誤り木に衝突した。その場で死亡が確認された。70歳であった。